# Nototriche estipulata
Nototriche estipulata är en malvaväxtart som beskrevs av Arthur William Hill och Brian Laurence Burtt. Nototriche estipulata ingår i släktet Nototriche och familjen malvaväxter. Inga underarter finns listade i Catalogue of Life.